# Zdeněk V. Tobolka
Zdeněk Václav Tobolka (20. června 1874 Poděbrady – 5. listopadu 1951 Praha) byl český historik, politik a knihovník, otec české knihovědy.

## Život

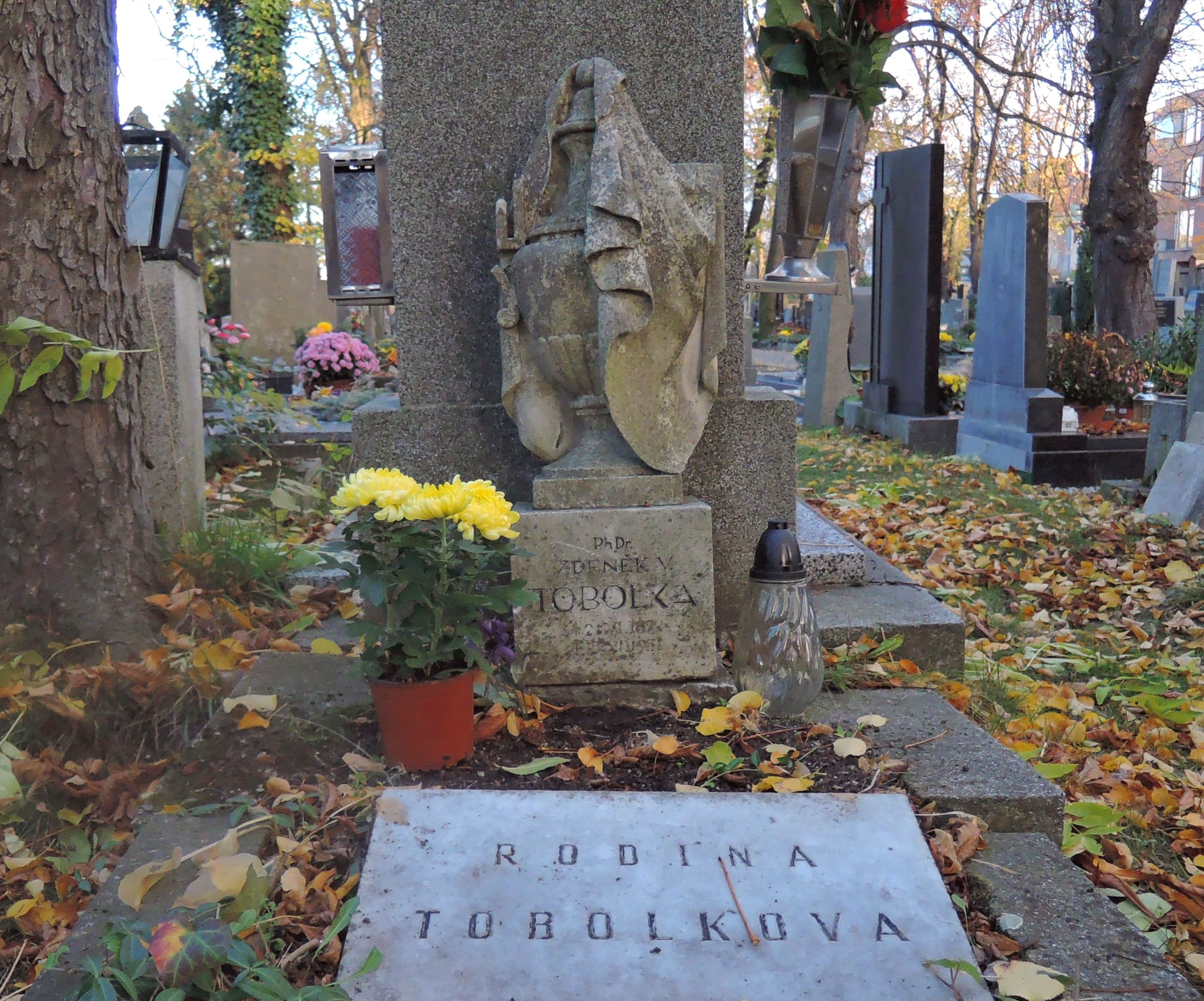
Hrob na Střešovickém hřbitově

Zdeněk Václav Tobolka se narodil v rodině hostinského, otec však brzy zemřel a matka se přestěhovala do Kolína. V letech 1892–1896 studoval historii a bohemistiku na Karlově univerzitě, kde ho ovlivnili Jaroslav Goll, Josef Emler a zejména Tomáš Garrigue Masaryk. V letech 1897–1918 byl knihovníkem C. k. veřejné a univerzitní knihovny v Praze (pozdější Národní knihovna). Na přelomu století s Masarykem zakládal Českou stranu lidovou (realistickou) a podílel se na vypracování jejího programu. V rámci realistického tábora bývá řazen k takzvaným mladorealistům, kteří nebyli spokojeni s vedením listu Čas, Janem Herbenem. Vynutili si pak vznik paralelní realistické revue nazvané Přehled. V roce 1905 realistickou stranou otřásla aféra, v níž byl Jan Herben svými rivaly obviněn z defraudace peněz z veřejné sbírky. Celé mladorealistické křídlo pak reagovalo odchodem k mladočechům.
Od roku 1906 byl aktivním politikem mladočeské strany. Šlo o součást širší vlny, kdy do mladočeské strany vstoupili mladí aktivisté z řad původních masarykových realistů.
Ve volbách do Říšské rady roku 1911 se stal za mladočechy poslancem Říšské rady (celostátní parlament), kam byl zvolen za okrsek Čechy 21. Usedl do poslanecké frakce Český klub. Ve vídeňském parlamentu setrval do zániku monarchie (Rakousko-Uherska). Poté, co byla v počátečních letech první světové války paralyzována česká politická scéna raziemi a mladočeská strana přišla o vězněné předáky Karla Kramáře a Aloise Rašína, reprezentoval Tobolka dočasně aktivistický, prorakouský proud v oslabené straně. Poté, co byly zastaveny Národní listy, vydávali Tobolka a Jindřich Maštálka jako tiskový orgán aktivistického křídla mladočechů list Česká svoboda.
Od podzimu 1915 se za mladočechy podílel na organizování schůzek v rámci zamýšleného vzniku Národního souručenství (nezaměňovat se stejnojmennou organizací Národní souručenství v Protektorátu Čechy a Morava), které mělo být volnou aliancí nesocialistických českých stran a překonat tak dávný rozkol mezi staro- a mladočechy. Roku 1916 Tobolka spolu agrárníkem Antonínem Švehlou a sociálním demokratem Bohumírem Šmeralem dohodl vznik Českého svazu jako střechového obranného sdružení všech českých politických sil na Říšské radě. V předjaří roku 1917 formuloval český a jihoslovanský protest adresovaný vládě Heinricha Clam-Martinice za její plány na realizaci ústavních změn vedoucích k majorizaci neněmeckých etnik v redukovaném Rakousku. S tím, jak od roku 1917 ožívala politická scéna, klesal vliv aktivistických politiků. Do vedení mladočeské strany pronikali radikálové a stoupenci českého státního práva a Tobolka v srpnu 1917 na členství v Českém svazu rezignoval.
V letech 1913–1918 byl docentem ČVUT pro obor občanská nauka.
Od roku 1920 byl členem československé sociálně demokratické strany. Po vzniku Československa ale působil primárně v akademické sféře. Byl jmenován prvním ředitelem parlamentní knihovny. V roce 1920, se stal i ředitelem nově založené jednoleté Státní knihovnické školy. Od roku 1926 byl redaktorem řady Monumenta bohemiae typographica, celkem 11 svazků faksimile významných tisků. Roku 1926 organizoval mezinárodní knihovnický kongres v Praze a 1927 se stal prvním docentem knihovnických věd na Karlově univerzitě, kde učil až do svého penzionování roku 1939. Roku 1930 založil Československou knihovědnou společnost, roku 1927 byl spoluzakladatelem Mezinárodní knihovnické federace a v letech 1931–1934 redigoval časopis Slovanská knihověda.
Od roku 2000 je Sdružením knihoven ČR udělována osobám i institucím Medaile Z. V. Tobolky.

## Dílo
- O volbě a korunování Jiřího z Poděbrad. Praha, 1896
- Styky krále Jiřího z Poděbrad s králem polským Kazimírem. Brno, 1898
- Hilaria Litoměřického Traktát k panu Janovi z Rozenberka. Praha, 1898
- Počátky konstitučního života v Čechách. Praha 1898
- František Palacký jako politik a historik. Praha 1898
- Slovanský sjezd v Praze r. 1848. Praha 1901
- K. Havlíčka »Politické spisy« v 5 dílech. Praha 1900–03
- Rakouské právo jazykové. Praha 1902
- Počátky dělnického hnutí v Čechách. Praha 1903
- Karel Havlíček. Praha 1905
- Česká bibliografie. Sv. 1–10 za léta 1902–1911. Praha 1903–1914
- Česká politika doby nejnovější I.–V. Praha: J. Laichter 1905–1913 (spolu s K. Kramářem aj.)
- Z mého života I.–III. Praha 1908–1915
- Politika: Co má věděti o Československé republice každý občan. I.–III. Praha 1923–1925
- Československé knihovnictví. Praha 1925
- Knihopis československých tisků od doby nejstarší až do konce 18. století. Díl 1, Prvotisky (do r. 1500). Praha 1925
- Knihopis československých tisků od doby nejstarší až do konce 18. století. Díl 2, tisky z let 1501–1800. Část 1–5. Praha 1936–1950.
- Dějiny československého knihtisku v době nejstarší. Praha 1930
- Politické dějiny československého národa od roku 1848 I.–IV. Praha 1932–1937[4]
- Kniha, její vznik, vývoj a rozbor. Praha 1949
- Národní a univerzitní knihovna v Praze, její vznik a vývoj I. (Do roku 1777). Praha 1959